# Bab er Robb

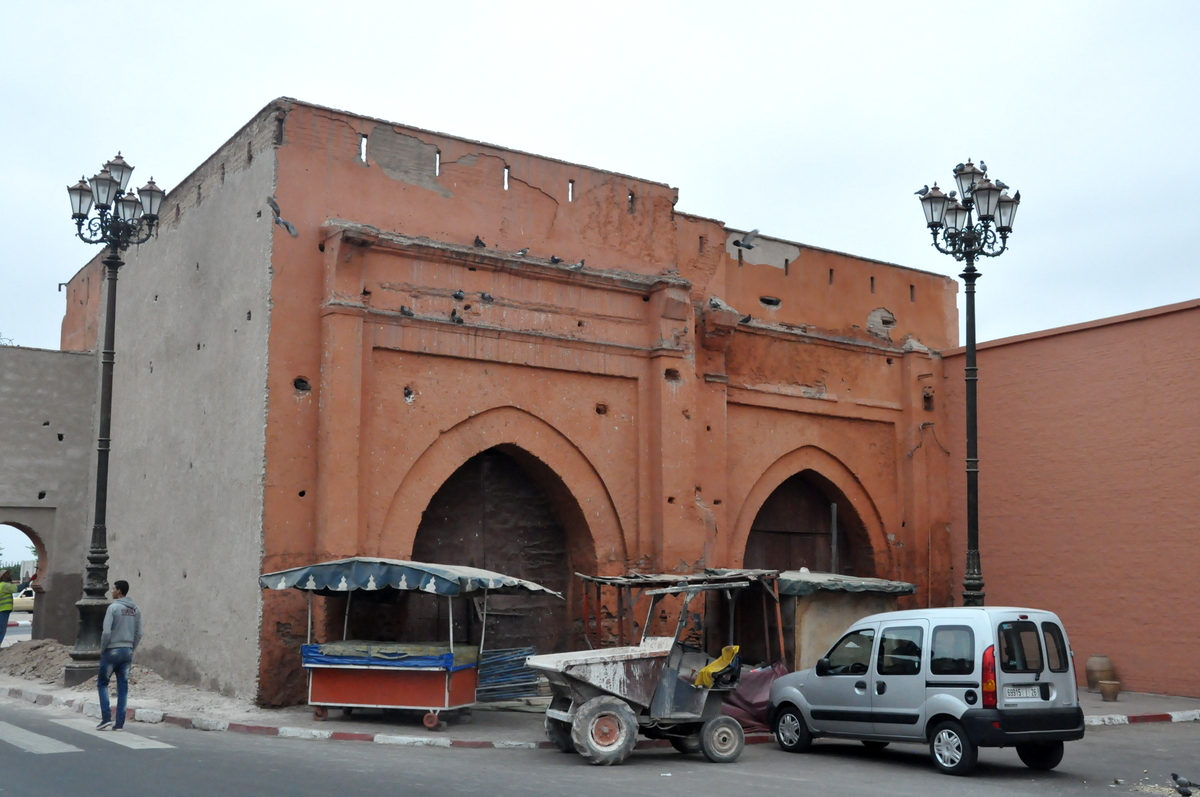
La histórica puerta de Bab er Robb.

Bab er Robb (en árabe: باب الرب‎) es una puerta de la ciudad meridional del medina histórica de Marrakech, Marruecos.

## Ubicación

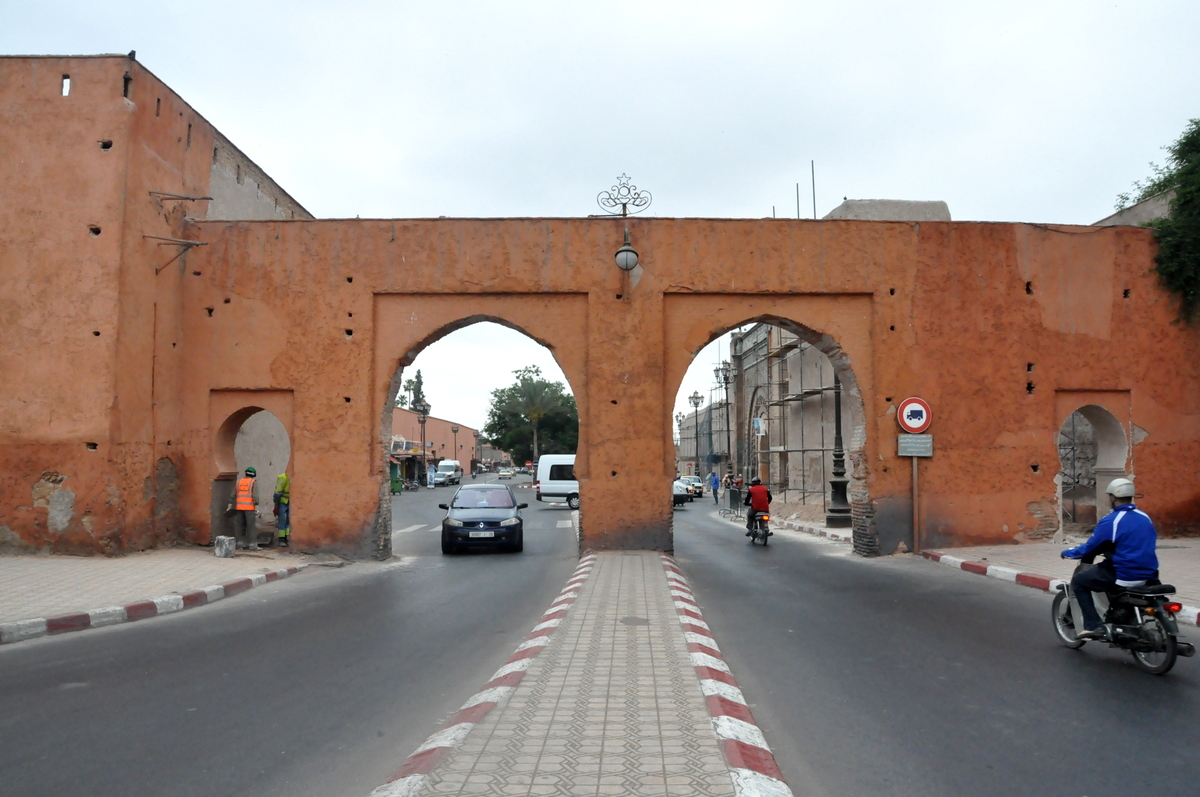
La carretera que pasa junto a Bab er Robb en la actualidad.

Algunos historiadores consideran que la puerta es de origen almohade (concretamente bajo el mandato de Abu Yúsuf Yaacub al-Mansur) debido a su ubicación en relación con la Qasba almohade de Marrakech, el arquitecto y especialista en arquitectura marroquí Quentin Wilbaux ha afirmado más recientemente que su ubicación en el esquema más amplio de la ciudad sugiere que fue una puerta original de la dinastía almorávide. Ambos creen que Bab Neffis, otra puerta descrita en fuentes históricas y que debe su nombre al cercano río Neffis (o N'fis), era con toda probabilidad otro nombre para la misma puerta. La palabra Robb o Rubb hace referencia a un tipo de vin cuit cuyos viñedos se cultivaban a lo largo del río Neffis y, por tanto, se importaban y regulaban a través de esta puerta.  Fuera de esta puerta, en una zona ahora cubierta por un cementerio, existía antiguamente una pila de agua de aproximadamente 70 por 40 metros, que se utilizaba para la práctica de la natación.

## Arquitectura
Bab er-Robb es una de las puertas más singulares de la ciudad, y la única que se encuentra en un ángulo o esquina de las murallas. La estructura principal de la puerta es un bastión en cuyo interior entra un pasadizo curvo desde el norte, realiza un giro de 180 grados y vuelve a salir hacia el norte.
En la actualidad, las murallas de la zona se han desplazado alrededor del bastión de la puerta, de modo que las dos entradas de la puerta, que dan al norte, se abren dentro de las murallas de la ciudad. Esto oculta su función original como paso de entrada y salida de la ciudad. Sin embargo, cuando la puerta fue estudiada por eruditos franceses en 1912, la muralla tenía una configuración diferente: en lugar de estar unida al lateral de la puerta, estaba unida al centro de la fachada norte de la puerta, entre sus dos portales, de modo que el portal izquierdo u oriental estaba fuera de la muralla y el derecho u occidental, dentro. Dado que ambas entradas seguían orientadas hacia el norte, la entrada exterior daba la espalda al campo y se dirigía hacia las murallas de la ciudad, por lo que los viajeros que venían del sur, fuera de la ciudad, tenían que dar toda la vuelta hasta el otro lado del bastión para entrar en él desde el norte. Debido a esta configuración poco característica, y basándose en comparaciones con otras puertas de la ciudad, Wilbaux ha planteado la hipótesis de que las murallas de la ciudad en esta zona fueron alteradas y desplazadas alrededor de la puerta de tal modo que las entradas se invirtieron: la puerta oriental, que era la entrada exterior en 1912, se encontraba originalmente dentro de las murallas de la ciudad, mientras que la puerta occidental (la entrada interior en 1912) estaba originalmente fuera de las murallas de la ciudad. De este modo, el bastión de la puerta se situaba “a horcajadas” sobre la muralla y su diseño era equivalente a la configuración original de Bab Aghmat, la otra puerta meridional de la ciudad.: 199–201 